# Robowarrior
Robowarrior, i Japan känt som Bomber King (ボンバーキング Bonbā Kingu?), är ett action/pusselspel utvecklat av Hudson Soft. Spelet utgavs av Jaleco till NES och MSX.

## Handling
Spelet utspelar sig på planeten Altile, där cyborgen ZED (Z-type Earth Defence) skall besegra Xanthoimperiet, som leds av diktatorn Xur.

### Fotnoter
1. 1 2 3  ”Robowarrior”. NES DB. 27 februari 1987. Arkiverad från originalet den 26 april 2014. https://web.archive.org/web/20140426232647/http://www.nesdb.se/game_more.php?id=194&rid=1. Läst 26 april 2014.